# Pierre Lagénie
Pierre Lagénie, né le 26 novembre 1938 à Le Bouscat et mort le 25 mars 2020 à Saint-Maur-des-Fossés, est un sculpteur français.

## Biographie
Né le 26 novembre 1938 à Le Bouscat, Pierre Lagénie étudie à l'École des Beaux-Arts de Bordeaux et rejoint en 1957 l'atelier du sculpteur Marcel Gimond à l'École des Beaux-Arts de Paris. Il travaille le bronze et sa principale source d'inspiration est l'harmonie de la forme féminine,.  
« En choisissant l'allégorie de la Femme, Pierre Lagénie s'est tracé un chemin où son œuvre devient intemporelle, indépendante de son siècle, de son temps. ».
« Patient, il modèle, moule, fond et cisèle, accomplissant tous les gestes rituels de son art avec une fougue intarissable »
Il meurt le 25 mars 2020, à l'âge de 81 ans.

## Œuvres

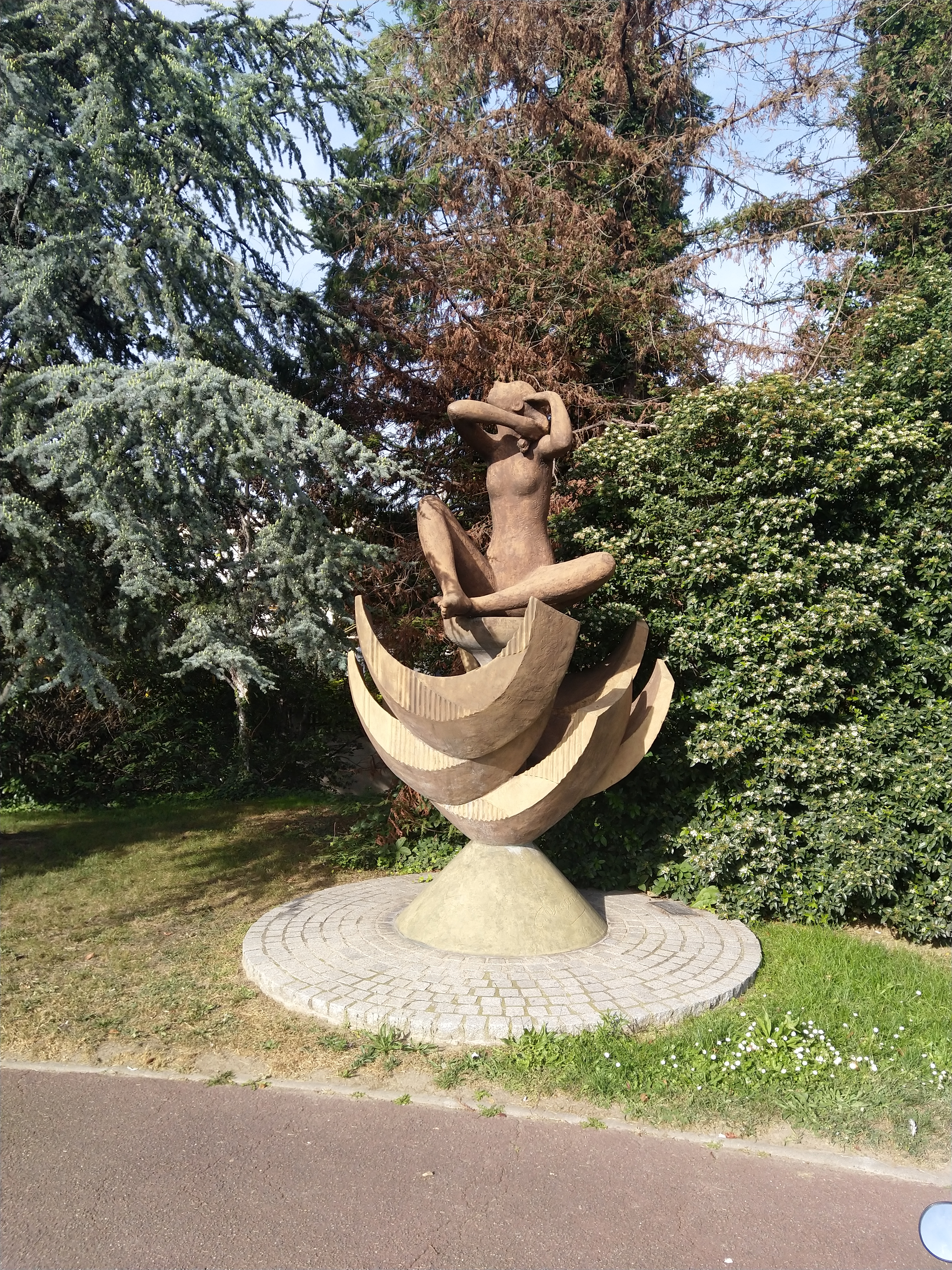
Le Bourgeon par Pierre Lagénie, 1995.

- Le 2 mars 1984 il réalise un buste de Ludovic Trarieux. L'œuvre est inaugurée dans les vestibules d'accès aux Salons de l'Ordre des Avocats au Palais de Justice de Bordeaux[6].
- Le grand coquillage, sculpture présente sur le parvis de la gare RER de La Varenne-Chennevières à Saint-Maur-des-Fossés[7].
- La cueillette, 1991[8].
- La famille, 1994[9].
- Le bourgeon, 1995[10].
- Hommage, une sculpture en hommage aux jeunes déportés située dans le square Saint-Hilaire à Saint-Maur-des-Fossés, inaugurée en 2000[11].
- Le grand rocher, 2005.

## Expositions
- 1988 : vernissage à la galerie Jean Jury à Clermont[12]
- Pontoise, Musée Pissarro[13]
- Fondation Taylor, 2022 - Hommage à Pierre Lagénie

## Prix
- Prix Paul-louis Weiller de l’Institut de France.
- Grand prix de sculpture au Salon d’Automne. Prix Edouard-Marcel Sandoz de la Fondation Taylor.
- Prix Andrei Graeë de la Fondation Taylor[2].

## Publication
- Christian Grente, Patrice de La Perrière et Pierre Lagénie, Pierre Lagénie : l'univers d'un sculpteur, Le Léopard d'or, 1987, 159 p.

## Films
- Pierre Lagénie, sculpteur du réalisateur Jean Desvilles, 2006[14].

### Magazines
- Le Figaro Magazine, 1991, "Sculpteur-fondeur, Pierre Lagénie"
- Univers des arts, n°178, mars - avril 2015, lire en ligne